# Serie del Caribe 2021
La Serie del Caribe 2021 fue un evento deportivo de béisbol profesional, que se disputó en el estadio Teodoro Mariscal de Mazatlán - México, entre el 31 de enero y 6 de febrero de 2021.
Esta serie reunió a los equipos de béisbol profesional campeones de los torneos de los países que integran la Confederación de Béisbol Profesional del Caribe: Venezuela, República Dominicana, Puerto Rico y México, más los representantes de Panamá y Colombia en calidad de invitados.
En la Final de la edición 63 del Clásico Caribeño, las Águilas Cibaeñas de la República Dominicana se coronaron campeones invictos con registro de 7-0, al vencer con marcador de 4-1 a los Criollos de Caguas de Puerto Rico. De esta manera, las Águilas Cibaeñas obtienen su campeonato número seis (6) en su historial participativo en Series del Caribe y al mismo tiempo el título número veintiuno (21) para la República Dominicana.

## Estadio
Para los partidos oficiales de ronda preliminar, semifinales y final, se utilizó el Estadio Teodoro Mariscal ubicado en Mazatlán - México. Contó con porcentaje de 40% de capacidad para espectadores, por las restricciones a raíz de la pandemia de COVID-19.

## Formato del Torneo
En esta edición número 63 de la Serie del Caribe, se volvió a utilizar el formato de todos contra todos a una sola vuelta, en la cual los 6 equipos se enfrentaron una sola vez entre sí. Las 4 novenas que obtuvieron la mayor cantidad de victorias disputaron las semifinales (1° vs. 4° y 2° vs. 3°) en las que los 2 ganadores se enfrentaron en la Gran Final para decidir el campeón del torneo.

## Equipos participantes
| País                 | Equipo                   | Liga/vía de clasificación                                                        |
| -------------------- | ------------------------ | -------------------------------------------------------------------------------- |
| Colombia             | Caimanes de Barranquilla | Campeón de la Liga Colombiana de Béisbol Profesional (2020/2021)                 |
| México               | Tomateros de Culiacán    | Campeón de la Liga Mexicana del Pacífico (2020/2021)                             |
| Panamá               | Federales de Chiriquí    | Subcampeón de la Liga Profesional de Béisbol de Panamá (2019/2020)               |
| Puerto Rico          | Criollos de Caguas       | Campeón de la Liga de Béisbol Profesional Roberto Clemente (2020/2021)           |
| República Dominicana | Águilas Cibaeñas         | Campeón de la Liga de Béisbol Profesional de la República Dominicana (2020/2021) |
| Venezuela            | Caribes de Anzoátegui    | Campeón de la Liga Venezolana de Béisbol Profesional (2020/2021)                 |

## Ronda Preliminar

### Posiciones
| Pos | Equipo                   | J | G | P | Ave.  | VTJ | CA | CP | DC  |
| --- | ------------------------ | - | - | - | ----- | --- | -- | -- | --- |
| 1   | Águilas Cibaeñas         | 5 | 5 | 0 | 1.000 | 0   | 25 | 11 | +14 |
| 2   | Criollos de Caguas       | 5 | 4 | 1 | .800  | 1   | 21 | 18 | +3  |
| 3   | Tomateros de Culiacán    | 5 | 3 | 2 | .600  | 2   | 26 | 18 | +8  |
| 4   | Federales de Chiriquí    | 5 | 2 | 3 | .400  | 3   | 32 | 34 | -2  |
| 5   | Caribes de Anzoátegui    | 5 | 1 | 4 | .200  | 4   | 7  | 15 | -8  |
| 6   | Caimanes de Barranquilla | 5 | 0 | 5 | .000  | 5   | 10 | 25 | -15 |

Glosario:
- J: Jugados
- G: Ganados
- P: Perdidos
- Ave: Promedio del Equipo
- VTJ: Ventaja
- CA: Carreras Anotadas
- CP: Carreras Permitidas
- DC: Diferencia de Carreras

#### Clasificación para la Segunda Fase
| - | Clasificados a las Semifinales. |
| - | Equipos Eliminados.             |

- Hora local UTC-7:00 (aplicado para Mazatlán, México)

| Fecha        | Hora  | Visitante                | Resultado  | Local                    | Estadio                  |
| ------------ | ----- | ------------------------ | ---------- | ------------------------ | ------------------------ |
| 31 de enero  | 10:30 | Federales de Chiriquí    | 6 - 3      | Caribes de Anzoátegui    | Estadio Teodoro Mariscal |
| 31 de enero  | 15:00 | Criollos de Caguas       | 1 - 5      | Águilas Cibaeñas         | Estadio Teodoro Mariscal |
| 31 de enero  | 20:00 | Tomateros de Culiacán    | 10 - 2     | Caimanes de Barranquilla | Estadio Teodoro Mariscal |
| 1 de febrero | 11:00 | Federales de Chiriquí    | 9 - 5      | Caimanes de Barranquilla | Estadio Teodoro Mariscal |
| 1 de febrero | 15:30 | Caribes de Anzoátegui    | 0 - 3      | Criollos de Caguas       | Estadio Teodoro Mariscal |
| 1 de febrero | 20:00 | Águilas Cibaeñas         | 4 - 2      | Tomateros de Culiacán    | Estadio Teodoro Mariscal |
| 2 de febrero | 10:00 | Caimanes de Barranquilla | 0 - 1      | Caribes de Anzoátegui    | Estadio Teodoro Mariscal |
| 2 de febrero | 14:30 | Águilas Cibaeñas         | 11 - 6     | Federales de Chiriquí    | Estadio Teodoro Mariscal |
| 2 de febrero | 20:00 | Criollos de Caguas       | 6 - 4      | Tomateros de Culiacán    | Estadio Teodoro Mariscal |
| 3 de febrero | 10:00 | Caribes de Anzoátegui    | 0 - 2      | Águilas Cibaeñas         | Estadio Teodoro Mariscal |
| 3 de febrero | 14:30 | Caimanes de Barranquilla | 1 - 2      | Criollos de Caguas       | Estadio Teodoro Mariscal |
| 3 de febrero | 20:00 | Tomateros de Culiacán    | 6 - 3      | Federales de Chiriquí    | Estadio Teodoro Mariscal |
| 4 de febrero | 10:00 | Federales de Chiriquí    | 8 - 9      | Criollos de Caguas       | Estadio Teodoro Mariscal |
| 4 de febrero | 14:30 | Caimanes de Barranquilla | 2 - 3      | Águilas Cibaeñas         | Estadio Teodoro Mariscal |
| 4 de febrero | 20:00 | Caribes de Anzoátegui    | 3 - 4 (10) | Tomateros de Culiacán    | Estadio Teodoro Mariscal |

## Fase Eliminatoria
|  | Semifinales | Semifinales           | Semifinales |                    |   | Final            | Final | Final |  |
|  |             |                       |             |                    |   |                  |       |       |  |
|  |             |                       |             |                    |   |                  |       |       |  |
|  | 1           | Águilas Cibaeñas      | 4           |                    |   |                  |       |       |  |
|  | 1           | Águilas Cibaeñas      | 4           |                    |   |                  |       |       |  |
|  | 4           | Federales de Chiriquí | 3           |                    |   |                  |       |       |  |
|  | 4           | Federales de Chiriquí | 3           |                    | 1 | Águilas Cibaeñas | 4     |       |  |
|  |             |                       |             |                    | 1 | Águilas Cibaeñas | 4     |       |  |
|  |             |                       | 2           | Criollos de Caguas | 1 |                  |       |       |  |
|  | 3           | Tomateros de Culiacán | 2           | Criollos de Caguas | 1 | 1                |       |       |  |
|  | 3           | Tomateros de Culiacán |             |                    |   | 1                |       |       |  |
|  | 2           | Criollos de Caguas    | 2           |                    |   |                  |       |       |  |
|  | 2           | Criollos de Caguas    | 2           |                    |   |                  |       |       |  |
|  |             |                       |             |                    |   |                  |       |       |  |

### Semifinales
| Fecha        | Hora  | Visitante             | Resultado | Local              | Estadio                  |
| ------------ | ----- | --------------------- | --------- | ------------------ | ------------------------ |
| 5 de febrero | 14:30 | Federales de Chiriquí | 3 - 4     | Águilas Cibaeñas   | Estadio Teodoro Mariscal |
| 5 de febrero | 20:00 | Tomateros de Culiacán | 1 - 2     | Criollos de Caguas | Estadio Teodoro Mariscal |

### Final
| Fecha        | Hora  | Visitante          | Resultado | Local            | Estadio                  |
| ------------ | ----- | ------------------ | --------- | ---------------- | ------------------------ |
| 6 de febrero | 20:00 | Criollos de Caguas | 1 - 4     | Águilas Cibaeñas | Estadio Teodoro Mariscal |

## Campeón
| Bandera de la República Dominicana |
| Campeón Águilas Cibaeñas 6° título |
|                                    |

| Predecesor: San Juan, PUR 2020 | Serie del Caribe Mazatlán, 2021 | Sucesor: Santo Domingo, DOM 2022 |